# Adolphe Roehn
Adolphe Eugène Gabriel Roehn (* 5. März 1780 in Paris; † 19. Oktober 1867 in Malakoff bei Paris) war ein französischer Historien-, Genre-, Porträt- und Landschaftsmaler, Radierer und Lithograf. 

## Leben

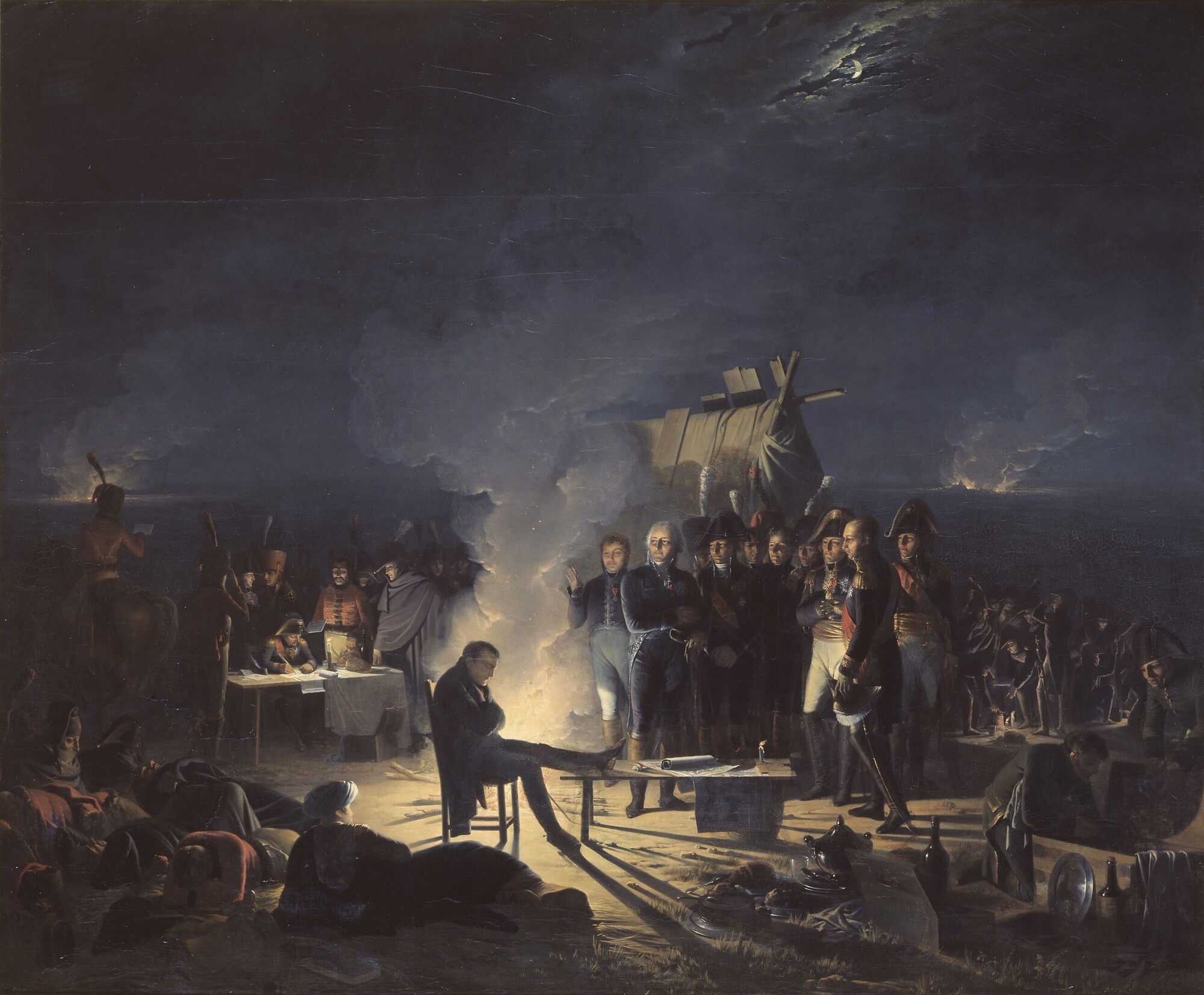
Biwak Napoleons auf dem Schlachtfeld von Wagram, 1810, Musée de l’Histoire de France, Versailles

Roehn war Autodidakt. Bekannt wurde er vor allem durch historistische Darstellungen aus dem Leben von Napoleon Bonaparte, die dem Personen- und Geniekult um den französischen Kaiser zuzuordnen sind. In den letzten Jahrzehnten seiner Malerlaufbahn erhielt er sich in der Gunst des Publikums durch „in der Erfindung und Auffassung etwas kleinbürgerliche“ Genrebilder, durch Familienbilder „in den bescheidenen Grenzen einer weicheren Sentimentalität“. Roehn war der Vater des Malers Jean-Alphonse Roehn (1799–1864), der wie er selbst als Zeichenlehrer am Lycée Louis-le-Grand wirkte. Von 1799 bis 1866 beteiligte sich Roehn am Salon de Paris.